# Нарат
Нарат је насељено мјесто у општини Билећа, Република Српска, БиХ. Према попису становништва из 1991. у насељу је живјело 34 становника. На попису становништва 2013. године, према подацима Агенције за статистику Босне и Херцеговине пописано је 24 становника.

## Становништво
| Националност       | 1991. | 1981. | 1971. | 1961. |
| Срби               | 34    | 55    |       |       |
| остали и непознато |       |       |       |       |
| Укупно             | 34    | 55    | '     | '     |

| Демографија | Демографија | Демографија |
| Година      | Становника  | Становника  |
| ----------- | ----------- | ----------- |
| 1948.       | 125         |             |
| 1953.       | 91          |             |
| 1961.       | 66          |             |
| 1971.       | 63          |             |
| 1981.       | 55          |             |
| 1991.       | 34          |             |